# Sporminore
Sporminore (Sporpìcol o Sporpìzol o Sporpìciol in noneso) è un comune italiano di 720 abitanti della provincia autonoma di Trento.

## Geografia fisica

### Territorio
Situato all'imbocco della Val di Non, sulla sponda destra del Noce fra i torrenti Sporeggio e Lovernatico, l'abitato sorge a 515 metri quota, ai piedi delle Dolomiti di Brenta, nella parte orientale del sottogruppo della Campa, territorio del Parco naturale Adamello Brenta.
All'interno del suo territorio comunale, poco lontano dal castel Sporo si trova la grotta denominata Bus dela Spia. Proseguendo dalla strada forestale si può raggiungere la Malga Prà da Giovo (1543 m). 

### Clima
| SPORMINORE 2003-2023 | Mesi | Mesi | Mesi | Mesi | Mesi | Mesi | Mesi | Mesi | Mesi | Mesi | Mesi | Mesi | Stagioni | Stagioni | Stagioni | Stagioni | Anno  |
| SPORMINORE 2003-2023 | Gen  | Feb  | Mar  | Apr  | Mag  | Giu  | Lug  | Ago  | Set  | Ott  | Nov  | Dic  | Inv      | Pri      | Est      | Aut      | Anno  |
| -------------------- | ---- | ---- | ---- | ---- | ---- | ---- | ---- | ---- | ---- | ---- | ---- | ---- | -------- | -------- | -------- | -------- | ----- |
| T. max. media (°C)   | 4,7  | 7,8  | 12,5 | 16,1 | 20,5 | 24,5 | 26,9 | 26,5 | 21,8 | 16,3 | 9,3  | 4,9  | 5,8      | 16,4     | 26,0     | 15,8     | 16,0  |
| T. min. media (°C)   | −3,2 | −1,9 | 1,6  | 5,2  | 9,5  | 13,0 | 15,0 | 14,8 | 11,2 | 7,2  | 1,8  | −2,1 | −2,4     | 5,4      | 14,3     | 6,7      | 6,0   |
| Precipitazioni (mm)  | 50   | 54   | 61   | 98   | 113  | 101  | 105  | 109  | 97   | 136  | 142  | 68   | 172      | 272      | 315      | 375      | 1 134 |
| Giorni di pioggia    | 6    | 6    | 7    | 10   | 12   | 12   | 12   | 11   | 8    | 9    | 8    | 7    | 19       | 29       | 35       | 25       | 108   |

Fonte: Centro Trasferimento Tecnologico, Fondazione Edmund Mach

## Storia

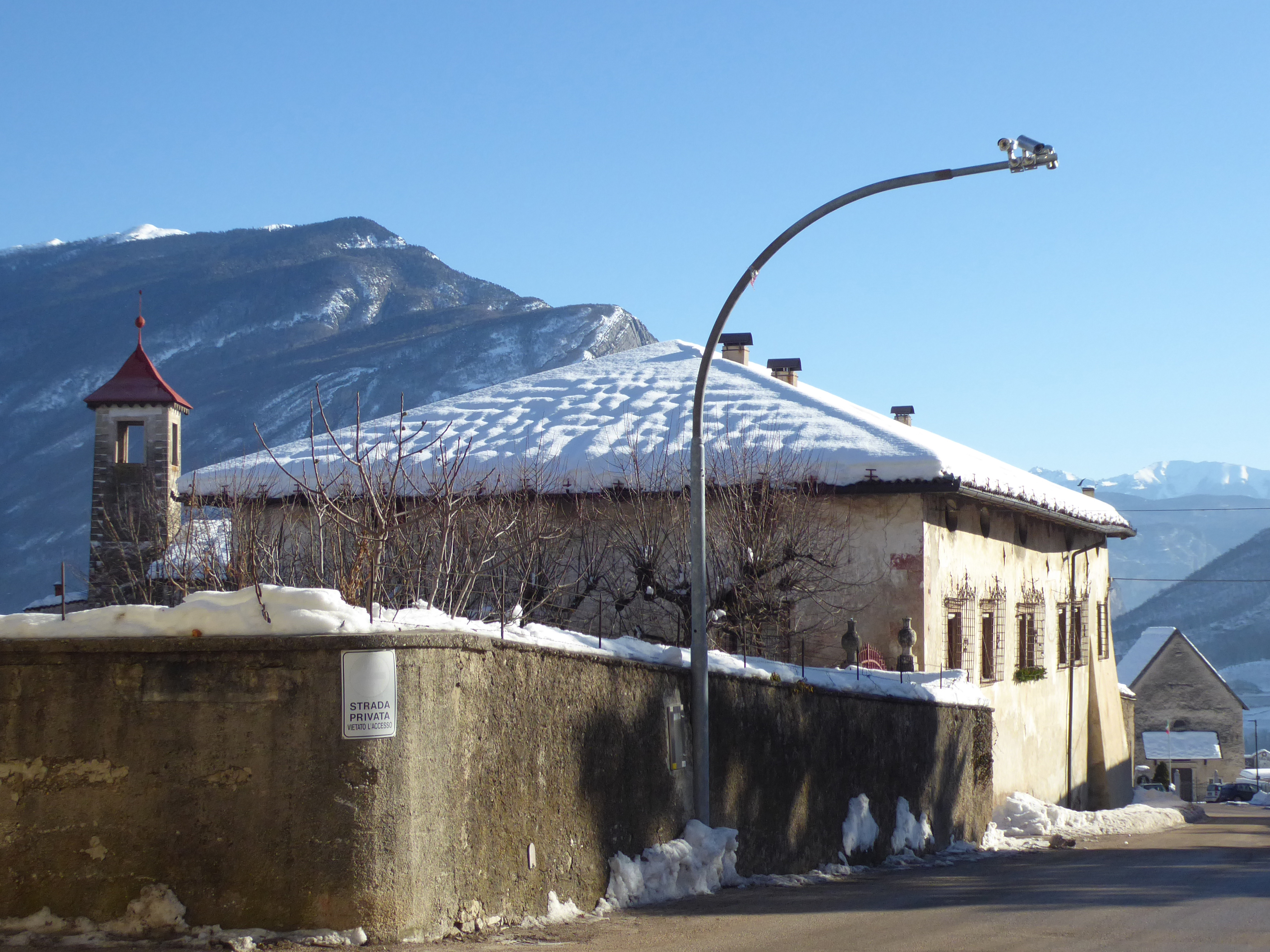
Veduta dei Palazzi Spaur da piazza Anaunia, sullo sfondo l'antica chiesa di Santa Maria Addolorata

### Etimologia
L'origine del nome Sporo, che con molta probabilità inizialmente si riferiva all'intero territorio della valle del torrente Sporeggio, potrebbe derivare dal gentilizio latino Spurius. A partire dal XIII secolo si cominciò a distinguere tra "Altspaur" (Sporo antico), che indicava l'attuale paese di Spormaggiore, probabile sede originaria della pieve di Sporo e "Neuspaur" (Sporo nuovo), ovvero l'attuale Sporminore.

### Età medievale
La località è attestata per la prima volta nel 1177-1191 quale "Spaurn" e "de Spuro minori" in documenti dei conti di Appiano a favore della Collegiata agostiniana di San Michele all'Adige.
Le prime notizie della famiglia Sporo risalgono al 1165: in un documento viene nominato Antonio di Sporo, che avrebbe partecipato al torneo di Zurigo. Nel 1190 la casa di Mamelino di Spur ("domus Mamelini de Spur") è citata assieme ai Tono, ai Rumo, ai Flavon e gli Ivano tra i fedeli del principe vescovo di Trento Corrado di Beseno che accompagnarono Enrico VI di Svevia a Roma per l'incoronazione. La presentazione di Olurandino di Sporo come "miles de genere militum" dei conti di Appiano (1231) ci permette di credere che la famiglia avesse giurisdizione sul castello a nome dei conti, i quali a loro volta la ottennero su concessione del principe vescovo. In quell'anno i vassalli nonesi del conte Udalrico d'Appiano furono ceduti al vescovo di Trento.
La citazione più antica di Castel Sporo risale al 1276, quando l'imperatore Rodolfo I d'Asburgo ordinò a Mainardo II di restituire le proprietà usurpate al principe vescovo di Trento Enrico II, compreso il Castrum de Spur. Tuttavia Mainardo II non restituì mai questi possedimenti e il castello rimase di proprietà dei conti tirolesi.
Gli ultimi membri della famiglia di Sporo di cui si ha notizia sono Svicherio, menzionato nel 1289 quale gastaldo de Sporo (che catturò presso Castel Mani il vescovo Enrico II) e infine Randolfo, capitano del castello nel 1304.

### Gli Spaur
Nel 1312 il capitano del castello divenne Volcmaro di Burgstall, capostipite della famiglia Spaur, che negli anni successivi acquisirono i vicini territori del Contà e di Castel Valer. Gli Spaur mantennero la giurisdizione di Sporo, comprendente Sporminore, Spormaggiore e Cavedago fino all'inizio del XIX secolo, amministrandovi la giustizia.  Nel 1785 la giurisdizione fu unificata con quelle di Flavon e Belfort.
Per quasi cinquecento anni, dal XIV secolo fino al 1803, queste tre giurisdizioni furono delle enclave appartenenti alla Contea del Tirolo entro i confini del Principato vescovile di Trento.
I signori Spaur lasciarono un segno profondo nella comunità di Sporminore, come attestano anche i palazzi da essi edificati in paese, che a partire dal XVIII secolo, con l'abbandono del vecchio castello di Sporo, divennero le dimore principali della famiglia e la sede della giurisdizione.

### La guerra rustica (1525)
La guerra rustica scoppiò violenta anche nelle valli del Noce nel maggio del 1525. Qui però la rivolta non scoppiò per via di motivazioni religiose (la Riforma protestante), come in Germania, ma piuttosto a causa della miserevole condizione nella quale versavano i contadini.
I sudditi di Flavon, Castel Sporo e Castel Belfort presero le armi e assalirono i castelli, addirittura il vescovo Bernardo Clesio fuggì da Trento a Riva del Garda. 
L'arciduca Ferdinando I d'Asburgo il 6 giugno 1525 ordinò ai sudditi "del castello di Flavon e quello di Sporo [...] che tantosto lascino detti castelli con tutti quelli che vi stanziano, e li consegnino come feudi suoi agli Spaur". Tuttavia fu necessario l'intervento militare: l'arrivo a settembre presso Castel Belfort delle truppe unite del conte del Tirolo e del principe vescovo Bernardo Clesio, guidate dai comandanti Francesco Castellalto, Ludovico Lodron e Ulrico di Wittenbach, portò alla resa degli insorti.
Il 21 settembre Ludovico Lodron e Francesco Castellalto chiamarono a raccolta i sudditi a Sporminore e lessero la sentenza dell'arciduca. Eccetto i capi della rivolta, tutti gli uomini del comitato di Flavon e delle giurisdizioni di Sporo e Belfort dovettero prestare giuramento di fedeltà al principe Ferdinando I d'Asburgo e ai dinasti dei tre castelli. Ai sudditi di questi ultimi fu privato il diritto di mandare i loro rappresentanti alle diete del Tirolo, restando obbligati ad eseguire gli ordini lì decisi, ma anche di consegnare entro il giorno successivo tutte le armi ai signori dei castelli. I sudditi di Sporminore furono condannati poi al pagamento di 500 fiorini. Nel castello inoltre fu lasciata una guarnigione di 25 uomini per evitare nuovi disordini.

### Età contemporanea
Nel XIX secolo, sotto l'Impero austriaco, con l'abolizione di tutte le giurisdizioni signorili e delle antiche regole, Sporminore divenne un comune autonomo e rimase tale anche dopo la Prima guerra mondiale e l'avvento del Regno d'Italia, fino al 1928, quando in epoca fascista venne aggregato al comune di Spormaggiore che comprendeva anche Cavedago. Dopo la fine della Seconda guerra mondiale e la caduta del regime fascista, in Trentino furono ripristinate molte delle antiche autonomie comunali e con il decreto legislativo n. 488 del 10 maggio 1947 anche Sporminore poté così tornare ad essere un comune a sé stante.

### Simboli
Lo stemma e il gonfalone sono stati adottati con deliberazione della Giunta provinciale del 20 novembre 1987 n. 12897.
Stemma
Gonfalone

## Monumenti e luoghi d'interesse

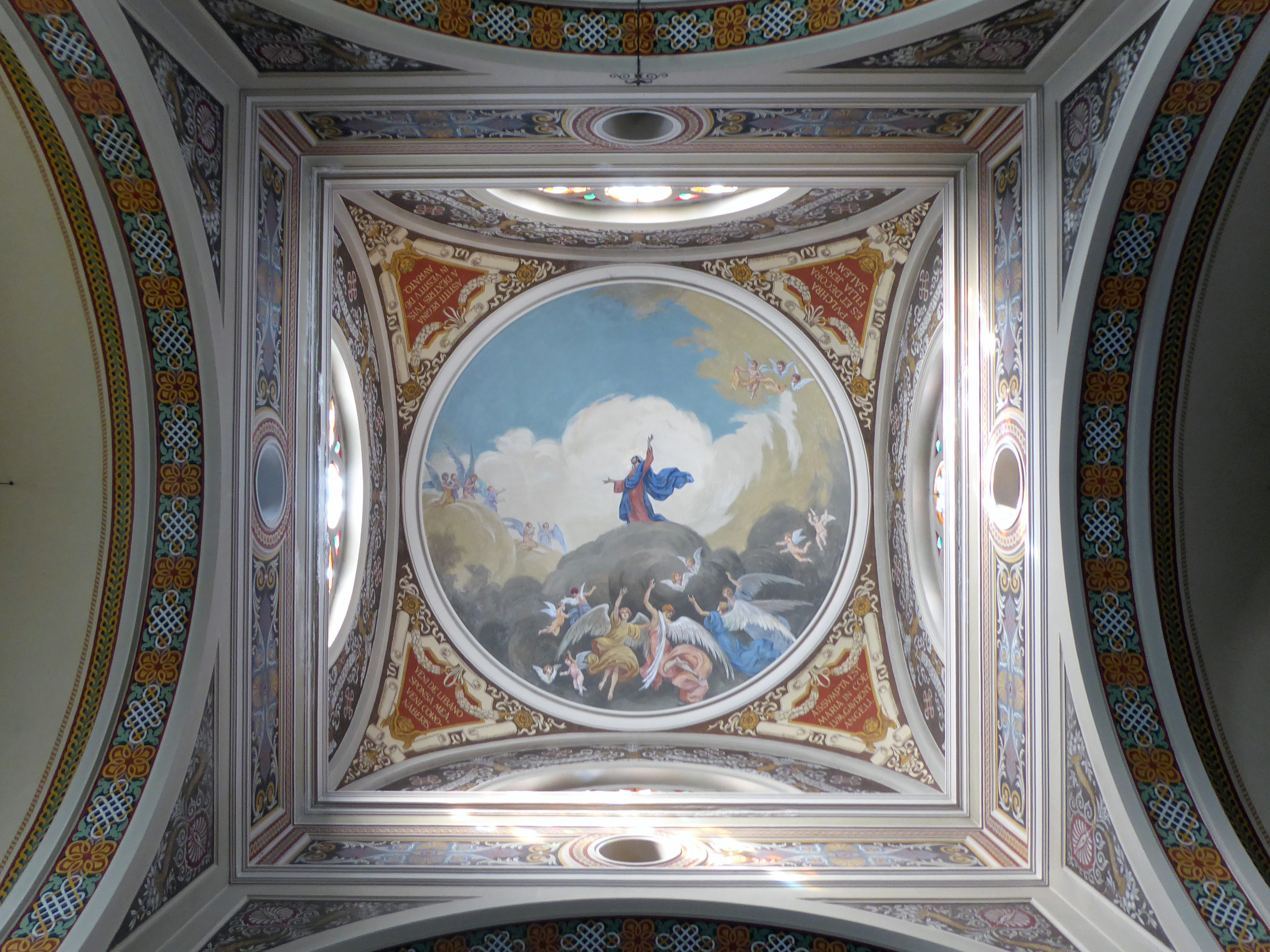
Matteo Tevini, affreschi della volta della Chiesa dell'Addolorata (1927)

### Architetture religiose
- Chiesa cimiteriale di Santa Maria Addolorata: costruita probabilmente nel XII secolo, la configurazione attuale risale alla riedificazione del XVII secolo. Fu abbandonata nel 1879, anno di consacrazione della nuova parrocchiale.
- Chiesa dell'Addolorata: parrocchiale edificata tra il 1874 e il 1879, al suo interno affreschi di Matteo Tevini e la tela di Maximilian Pirner raffigurante la Madonna Addolorata, che la tradizione ritiene un dono dell'imperatrice Elisabetta di Baviera, meglio nota come Sissi.[27]
- Eremo di San Bartolomeo: eretta probabilmente nel 1475, come testimonia la data incisa sul portale, forse per interessamento dei dinasti del castello. L'intitolazione a san Bartolomeo è confermata dal coltello scolpito sull'arco del portale, vicino alla mano con tre dita aperte e l'anulare e il mignolo chiusi, simbolo del martirio dell'apostolo. L'edificio è in rovina e abbandonato alla vegetazione.
- Capitello della Madonna di Pompei: eretto nel 1891 lungo la vecchia strada che conduceva a Mezzolombardo, appena sotto il cimitero. Le raffigurazioni sacre ai lati dell'altare sono poco leggibili.[28]

### Architetture militari e civili
- Castel Sporo: costruito probabilmente nel XIII secolo dalla locale famiglia Sporo, divenne poi la prima residenza della famiglia Spaur in Trentino in seguito all'arrivo di Volcmaro di Burgstall nel 1312. Durante l'insurrezione anti-vescovile (1407-1424) qui morì il principe vescovo Giorgio di Liechtenstein, ospite di Pietro Spaur.
- Vecchio palazzo Spaur (detto "castello"): prima residenza in paese della famiglia Spaur, Pietro Micheli ritiene fosse stato costruito nella prima metà del XIV secolo per volere di Volcmaro di Burgstall.[29] La parte a sud è caratterizzata da una torre quadrangolare in diretto contatto visivo con il castello, all'interno di essa lungo il giroscale sono conservati dei graffiti nei quali è rappresentato il maniero con la torre in copertura di legno e i tanti piani della residenza.[30]
- Palazzi Spaur: due palazzi confinanti tra loro, situati all'interno di una cinta muraria costruiti nella seconda metà del XVII secolo dai dinasti Spaur per via della pessima condizione delle vie d'accesso al castello e la mancanza d'acqua. A partire dal XVIII secolo gli Spaur si spostarono qui e nel maggio del 1787 il conte Carlo propose di demolire il castello ormai inabitabile e di rendere i palazzi la residenza centrale delle giurisdizioni di Sporminore, Flavon e Belfort.[17] Nel palazzo nord-est, ceduto intorno al 1939 a Ottavio Ferenzena[29], sono presenti tre affreschi raffiguranti Castel Sporo risalenti all'ultimo decennio del Settecento e agli inizi dell'Ottocento.[31] Il palazzo a sud è dotato di finestre protette da inferriate, con pregevoli figurazioni connesse alla caccia in lamiera di ferro all'apice dei fastigi laterali.[32]
- Civico n.23 di via San Giovanni Nepomuceno: affresco della seconda metà del XVIII secolo raffigurante San Giovanni Battista, San Giovanni Nepomuceno e Sant'Antonio da Padova, sullo sfondo il Ponte Carlo, simbolo del martirio del santo.[33]

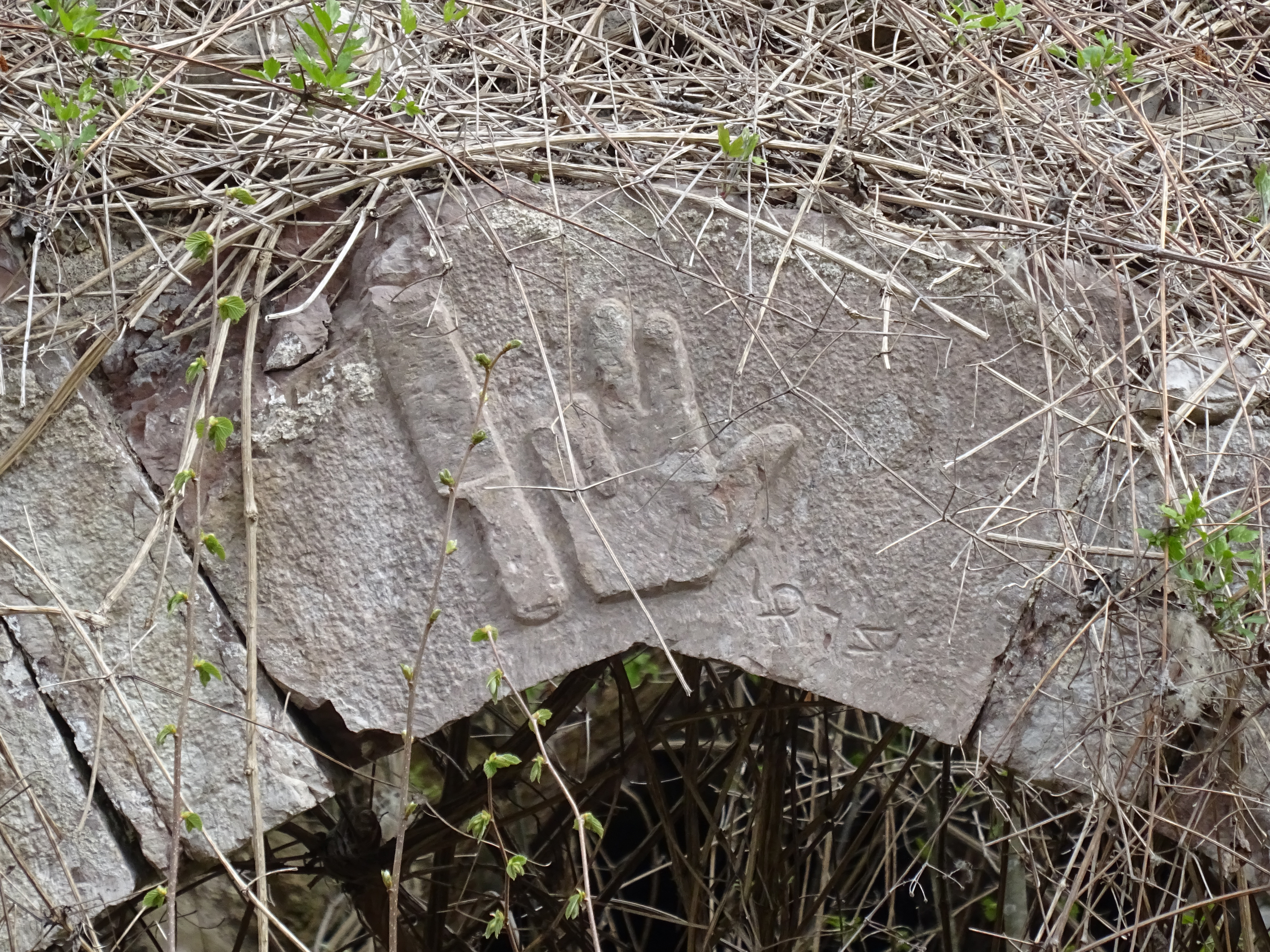
Portale della chiesa di San Bartolomeo

### Aree naturali
- Le montagne del Comune di Sporminore fanno parte del Parco Naturale Adamello Brenta e per il loro carattere tipicamente dolomitico sono state dichiarate dall'UNESCO Patrimonio dell'umanità.[34] Su di esse, a 1543 metri di quota, si trova Malga Prà da Giovo, raggiungibile dal paese con una strada forestale.[35] Più in alto, a 1930 metri di quota, in cima alla Val Goslada in un luogo particolarmente selvaggio ai piedi delle vette del Sottogruppo della Campa, si trova la Malga Vecchia, accessibile solo da alcuni sentieri escursionistici.[35]

- Bus dela Spia. È una della grotte naturali più anticamente conosciute in Trentino Si apre sopra il paese di Sporminore, poco oltre la Val Goslada, nelle vicinanze di Castel Sporo.[36]

- I boschi sopra il centro abitato sono attraversati dall'itinerario ad anello che corre intorno alle Dolomiti di Brenta denominato Dolomiti di Brenta Bike.[37]

## Economia
La principale attività economica del paese è la frutticoltura, in particolare la coltivazione delle mele. Poco distante dall'abitato è presente il Consorzio Ortofrutticolo del Lovernatico (COL), nel quale viene stoccata la frutta prodotta nella zona.

## Società

### Evoluzione demografica
Abitanti censiti

### Ripartizione linguistica
Nel censimento del 2001 il 8,09% della popolazione si è dichiarato "ladino".

## Geografia antropica
Nel 1928 il comune venne soppresso e i suoi territori aggregati al comune di Spormaggiore; nel 1947 il comune venne ricostituito (Censimento 1936: pop. res. 783).

## Amministrazione
| Periodo           | Periodo           | Primo cittadino  | Partito      | Carica  | Note |
| ----------------- | ----------------- | ---------------- | ------------ | ------- | ---- |
| 9 maggio 2005     | 16 maggio 2010    | Fabrizio Franzoi | Lista civica | Sindaco |      |
| 17 maggio 2010    | 10 maggio 2015    | Fabrizio Franzoi | Lista civica | Sindaco |      |
| 11 maggio 2015    | 21 settembre 2020 | Giovanni Formolo | Lista civica | Sindaco |      |
| 22 settembre 2020 | in carica         | Diego Giovannini | Lista civica | Sindaco |      |

## Sport
Nel paese di Sporminore ha sede la squadra di tamburello U.S. Robur, che milita nel campionato di Serie C.
Inoltre il paese fa parte del territorio rappresentato dalle squadre di calcio e pallavolo dell'Unione Sportiva Bassa Anaunia. La prima squadra della società calcistica si trova in Promozione.
In passato la società dilettantistica della Robur, fondata nel 1954, aveva una formazione calcistica, oggi non più esistente.